# Freie-Partie-Europameisterschaft der Junioren 1986/87

Logo CEB (ausrichtender Verband)

Die Freie-Partie-Europameisterschaft der Junioren 1986 war das 11. Turnier in dieser Disziplin des Karambolagebillards und fand vom 5. bis zum 7. Dezember 1986 in Wiltz statt. Die Meisterschaft zählte zur Saison 1986/87.

## Geschichte
Bei seiner ersten Teilnahme gewann der 18-jährige Frédéric Caudron den Titel. Mit dem neuen Europarekord im Generaldurchschnitt (GD) von 112,50 wurde der Wiener  Stephan Horvath Zweiter vor dem Niederländer Jacques van Peer, der den alten Europarekord von Fonsy Grethen erreicht hatte.

## Modus
Gespielt wurde in einer Finalrunde „Jeder gegen Jeden“ bis 300 Punkte.
1. MP = Matchpunkte
2. GD = Generaldurchschnitt
3. HS = Höchstserie

## Finalrunde
| MP    | Match Points (Sieger = 2; Unentschieden = 1; Verlierer = 0) |
| Pkte. | Erzielte Karambolagen                                       |
| Aufn. | Benötigte Versuche                                          |
| GD    | Generaldurchschnitt                                         |
| BED   | Bester Einzeldurchschnitt eines Spielers                    |
| HS    | Höchstserie                                                 |
|       | Bester GD des Turniers                                      |
|       | Bester ED des Turniers                                      |
|       | Beste HS des Turniers                                       |
|       | 1. Platz (Gold)                                             |
|       | 2. Platz (Silber)                                           |
|       | 3. Platz (Bronze)                                           |

| Platz                      | Name              | MP   | Pkte | Aufn. | GD     | BED    | HS  |
| -------------------------- | ----------------- | ---- | ---- | ----- | ------ | ------ | --- |
| 1                          | Frédéric Caudron  | 12:2 | 2100 | 25    | 84,00  | 150,00 | 300 |
| 2                          | Stephan Horvath   | 11:3 | 1800 | 16    | 112,50 | 300,00 | 300 |
| 3                          | Jacques van Peer  | 11:3 | 1800 | 17    | 105,88 | 300,00 | 300 |
| 4                          | Fabian Blondeel   | 10:4 | 1741 | 20    | 87,05  | 300,00 | 300 |
| 5                          | Thierry de Marchi | 6:8  | 1227 | 40    | 30,67  | 75,00  | 277 |
| 6                          | Daniel Nielsen    | 4:10 | 862  | 42    | 20,52  | 42,85  | 281 |
| 7                          | Dion Tsokandas    | 2:12 | 1193 | 41    | 29,09  | 33,33  | 176 |
| 8                          | Patrick Mousel    | 0:14 | 119  | 29    | 4,10   | -      | 21  |
| Turnierdurchschnitt: 47,13 |                   |      |      |       |        |        |     |